# 兵庫県立夢前高等学校

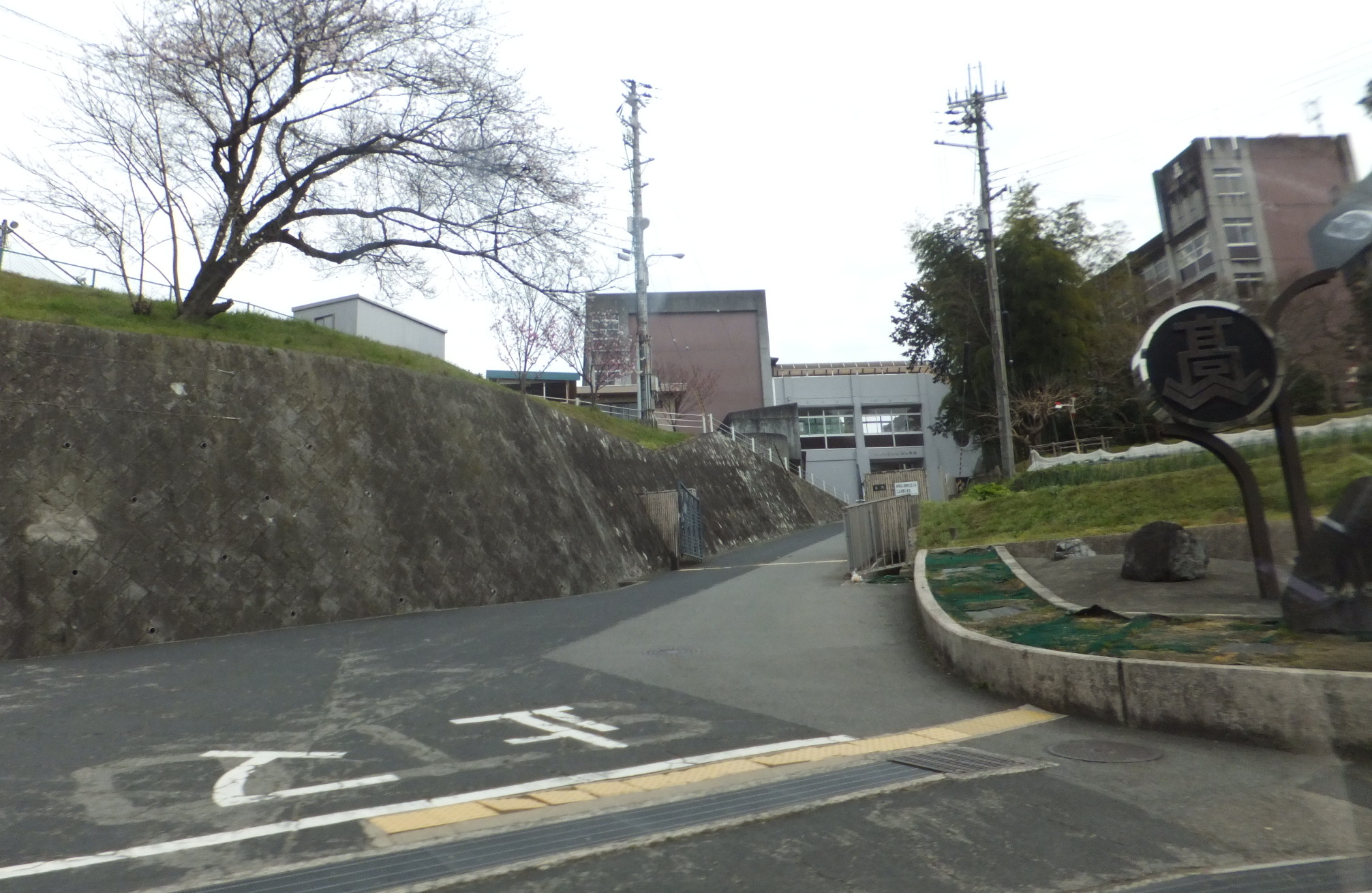
正門

兵庫県立夢前高等学校（ひょうごけんりつ ゆめさき こうとうがっこう）は、兵庫県姫路市夢前町前之庄に所在する公立高等学校。
2025年度より、兵庫県立福崎高等学校と統合し、兵庫県立播磨福崎高等学校となることが発表されている。発表は2022年（令和4年）7月14日に兵庫県教育委員会より。11月17日には、旧福崎高の校地に統合校が設置されることが決定した。

## 沿革
- 1948年（昭和23年）11月1日 - 兵庫県立福崎高等学校鹿谷分校として発足。
- 1955年（昭和30年）7月1日 - 夢前町誕生に伴い、兵庫県立福崎高等学校夢前分校に校名変更。
- 1974年（昭和49年）4月1日 - 兵庫県立福崎高等学校から独立。兵庫県立夢前高等学校となる。
- 1985年（昭和60年） - 軟式野球部が全国選手権大会に進出。
- 1995年（平成7年）4月 - 軟式野球部が硬式となる。
- 1998年（平成10年）4月 - 制服改正で現行のものとなる。
- 2004年（平成16年）11月6日 - 創立55・独立30周年記念式典を挙行。
- 2022年（令和4年）
  - 7月14日 - 兵庫県立福崎高等学校との統合が発表される[1]。
  - 11月17日 - 2025年度に開校する統合校は兵庫県立福崎高等学校の校地を使用することが決定[2]。
- 2024年（令和6年） - 募集停止。
- 2027年（令和9年）3月31日 - 閉校予定。